# Kate McKinnon
Kate McKinnon Berthold, född 6 januari 1984 i Sea Cliff i Nassau County på Long Island, New York, är en amerikansk komiker och skådespelare. Hon är bland annat känd för att vara en tittarfavorit i Saturday Night Live mellan 2012 och 2022. För sina insatser i Saturday Night Live blev hon Emmy-nominerad tio gånger och vann två.

## Biografi
Kate McKinnon är född och uppvuxen på Long Island tillsammans med sin syster Emily Lynne, som också är komiker. Deras far dog när McKinnon var 18 år. Hon hade från ung ålder en musikalisk talang. Hon lärde sig piano när hon var fem år och cello när hon var tolv år. Hon var också redan i femteklass väldigt duktig på att härma dialekter. Hon avlade en examen i teater från Columbiauniversitetet 2006. I skolan hade hon varit med och grundat en komedigrupp som hette Tea Party. I den ingick andra skådespelare och regissörer som Jenny Slate, Greta Gerwig, Grace Parra och Tze Chun.
McKinnon inledde sin karriär med att vara med i originaluppsättningen i tv-programmet The Big Gay Sketch Show och var med i alla tre säsonger. Sedan 2008 har hon framträtt på improvisationsteatern Upright Citizens Brigade Theatre i New York. Hon fick sedan några småroller och gjorde röster åt karaktärer i Robotomy (2010) och The Venture Bros. (2010).
2012 blev hon en del av skådespelarensemblen i sketchprogrammet Saturday Night Live för att året efter ingå i programmets huvudensemble. Hon blev snabbt en favorit bland både tittare och kritiker och blev redan 2013 nominerad till en Emmy för sin insats. Hon skulle komma att bli nominerad ytterligare nio gånger varav erhålla priset två gånger. McKinnon blev känd genom sina återkommande rollfigurer och sina imitationer av kändisar. Imitationerna av Justin Bieber och Ellen DeGeneres har varit särskilt omtyckta. Inför presidentvalet 2016 imiterade hon Hillary Clinton genom hela säsongen. Den riktiga Hillary Clinton ska ha tyckt om tolkningen så mycket att hon var med i programmet bredvid McKinnons tolkning av henne.
Under tiden som hon var med i Saturday Night Live hann hon även medverka i filmer som Balls Out (2014) och Ted 2 (2015). Dessutom gjorde hon röster i The Angry Birds Movie (2016) samt Hitta Doris (2016). Hon gjorde även röster i ett antal animerade tv-serier, däribland Family Guy och The Simpsons. McKinnon fick sedan en av huvudrollerna i den nya Ghostbusters-filmen (2016). Filmen var en reboot av filmen med samma namn från 1984 och man gjorde valet att byta ut huvudrollsinnehavarna mot kvinnor. Filmen kom därför att få en riktad hatkampanj emot sig för att rösta ned filmens betyg på filmsidor på internet. Till exempel kom trailern att bli en av de mest ogillade på Youtube. På IMDB röstades betyget ner långt innan filmen hade haft premiär och någon ens hade sett den. Skådespelarna utsattes för så mycket hat på Twitter att regissören Paul Feig var tvungen att svara att de skulle lämna hans rollbesättning i fred. Amerikanska journalister som granskade och analyserade inlägg och kommentarer kom fram till att kritiken mot filmen var enkelspårig och bestod av nästan uteslutande kvinnohat och anti-feminism.
McKinnon medverkade sedan i Rough Night (2017) och The Spy Who Dumped Me (2018) för att sedan få en biroll i Yesterday (2019). I sin sista säsong av Saturday Night Live var hon borta i sju avsnitt för att spela rollen som Carole Baskin i tv-serien Joe vs. Carole (2022). 2023 medverkade hon i årets största film Barbie.

## Privatliv
McKinnon är homosexuell och har tackat Ellen DeGeneres för att hon gjorde det mindre läskigt att komma ut. Hon hade ett förhållande med fotografen och skådespelaren Jackie Abbot mellan 2016 och 2019. Hon har en katt som heter Nino Pasitano som är döpt efter pizzerian där han hittades utanför. Hon refererar ofta till honom som sin son. Hon varken använder eller har några sociala medier konton.
Tillsammans med sin syster har hon gjort en webserie som heter Notary Pubix. Tillsammans har de också gjort  ljudserien Heads Will Roll där förutom folk från Saturday Night Live har varit gäster också har besökts av storheter som Meryl Streep och Peter Dinkladge. McKinnon har också skrivit en bok för unga vuxna.

## Filmografi (i urval)

### Film
| År   | Titel                                           | Roll                                                | Notering |
| ---- | ----------------------------------------------- | --------------------------------------------------- | -------- |
| 2010 | Mr. Ross                                        | Debby                                               | Kortfilm |
| 2011 | Elizabeth Taylor's Video Will                   | Elizabeth Taylor                                    | Kortfilm |
| 2012 | My Best Day                                     | Heather                                             |          |
| 2014 | Life Partners                                   | Trace                                               |          |
| 2014 | Balls Out                                       | Vicky Albrecht                                      |          |
| 2015 | Ted 2                                           | Sig själv                                           |          |
| 2015 | Staten Island Summer                            | Mrs. Bandini Jr.                                    |          |
| 2015 | Sisters                                         | Sam                                                 |          |
| 2016 | The Angry Birds Movie                           | Stella / Eva                                        | Röstroll |
| 2016 | Hitta Doris                                     | Inez                                                | Röstroll |
| 2016 | Ghostbusters                                    | Dr. Jillian Holtzmann                               |          |
| 2016 | Masterminds                                     | Jardice Gartrell                                    |          |
| 2016 | Office Christmas Party                          | Mary Winetoss                                       |          |
| 2017 | Rough Night                                     | Pippa / Kiwi                                        |          |
| 2017 | Ballerinan och uppfinnaren                      | Régine Le Haut / Felicie's Mother / Mother Superior | Röstroll |
| 2017 | Tjuren Ferdinand                                | Lupe                                                | Röstroll |
| 2018 | Irreplaceable You                               | Glass Half Full Kate                                |          |
| 2018 | Family                                          | Jill                                                |          |
| 2018 | The Spy Who Dumped Me                           | Morgan Freeman                                      |          |
| 2019 | Yesterday                                       | Debra Hammer                                        |          |
| 2019 | Bombshell                                       | Jess Carr                                           |          |
| 2020 | The Magic School Bus Rides Again: Kids in Space | Miss Fiona Frizzle                                  | Röstroll |
| 2022 | The Bubble                                      | Paula                                               |          |
| 2022 | DC League of Super-Pets                         | Lulu                                                | Röstroll |
| 2023 | Barbie                                          | Weird Barbie                                        |          |
| 2025 | A Minecraft Movie                               | Alex                                                | Röstroll |

### TV
| År        | Titel                            | Roll                    | Notering                                                           |
| --------- | -------------------------------- | ----------------------- | ------------------------------------------------------------------ |
| 2007-2010 | The Big Gay Sketch Show          | Olika roller            | 23 avsnitt                                                         |
| 2008      | Mayne Street                     | Olga Svenson            | Avsnitt: "Parking Tickets"                                         |
| 2010      | Vag Magazine                     | Bethany                 | 6 avsnitt                                                          |
| 2010-2011 | Robotomy                         | Olika röstroller        | 5 avsnitt                                                          |
| 2010-2016 | The Venture Bros.                | Nikki & Margaret Fictel | 10 avsnitt, röstroll                                               |
| 2011      | The Back Room                    | Susan Boyle             | Avsnitt: "Todd Berry"                                              |
| 2011      | The 40-year-old 20-year old      | Kate                    | 5 avsnitt                                                          |
| 2012      | Saturday Night Live              | Olika roller            | 2 avsnitt                                                          |
| 2012-2022 | Saturday Night Live              | Olika roller            | Huvudensemble                                                      |
| 2013      | Hudson Valley Ballers            | Just Jamie              | 2 avsnitt                                                          |
| 2014      | Comedy Bang! Bang!               | Effie Villalopolus      | Avsnitt: "Nick Offerman Wears a Green Flannel Shirt & Brown Boots" |
| 2014-2015 | The Awesomes                     | Lola Gold               | Röstroll, 7 avsnitt                                                |
| 2015      | China, IL                        | Sunshine                | Röstroll, 5 avsnitt                                                |
| 2015      | Moonbeam City                    | Panache Miller          | Röstroll, Avsnitt: "Lasers and Liars"                              |
| 2015-2016 | Family Guy                       | Karen Griffin           | Röstroll, 3 avsnitt                                                |
| 2015-2024 | Nature Cat                       | Squeeks                 | Röstroll, 81 avsnitt                                               |
| 2016      | Maya & Marty                     | Heidi Cruz              | Avsnitt: "Jimmy Fallon & Miley Cyrus"                              |
| 2017      | Friends from College             | Shawna                  | Avsnitt: "All Nighter"                                             |
| 2017-2021 | The Magic School Bus Rides Again | Fiona Felicity Frizzle  | 30 avsnitt, röstroll                                               |
| 2018      | Sesam                            | Mother Goose            | Avsnitt: "Elmo's Nursery Rhyme"                                    |
| 2019      | Breakfast, Lunch & Dinner        | Sig själv               | Avsnitt: "Phnom Penh"                                              |
| 2022      | Joe vs. Carole                   | Carole Baskin           | 8 avsnitt                                                          |
| 2023      | Saturday Night Live              | Värd                    | Avsnitt: "Kate McKinnon / Billie Eilish"                           |